# 1814
- Wikisource

| Calendário gregoriano                                                        | 1814 MDCCCXIV                       |
| Ab urbe condita                                                              | 2567                                |
| Calendário arménio                                                           | 1263 – 1264                         |
| Calendário bahá'í                                                            | -30 – -29                           |
| Calendário budista                                                           | 2358                                |
| Calendário chinês                                                            | 4510 – 4511 Início a 21 de janeiro  |
| Calendário copta                                                             | 1530 – 1531                         |
| Calendário etíope                                                            | 1806 – 1807                         |
| Calendários hindus - Vikram Samvat - Calendário nacional indiano - Cáli Iuga | 1869 – 1870 1735 – 1736 4914 – 4915 |
| Calendário Holoceno                                                          | 11814                               |
| Calendário islâmico                                                          | 1229 – 1230                         |
| Calendário judaico                                                           | 5574 – 5575                         |
| Calendário persa                                                             | 1192 – 1193 Início a 21 de março    |
| Calendário rúnico                                                            | 2064                                |
| Calendário solar tailandês                                                   | 2357                                |

1814 (MDCCCXIV, na numeração romana)  foi um ano comum do século XIX do actual Calendário  Gregoriano, da Era de Cristo, e a sua letra dominical foi B (52 semanas), teve início a um sábado e terminou também a um sábado.
| Ano completo                   |
| ------------------------------ |
| Ano comum com início ao sábado |

## Eventos
- 4 de junho - Constituição Francesa de 1814.
- Primeiro "pronunciamento" liberal em Pamplona, liderado por Francisco Espoz y Mina.
- Fundação do Império do Espírito Santo de São Carlos, São Pedro de Angra.

### Fevereiro
- 1 de fevereiro - Erupção do vulcão Mayon nas Filipinas, mata cerca de 1200 pessoas; foi a mais devastadora erupção deste vulcão.
- 15 de fevereiro - Invasões Francesas, Batalha de Nive: O exército conjunto britânico, português e espanhol, transpõe a linha de defesa francesa no rio Nive.
- 23 de fevereiro - Invasões Francesas: Vitória de Napoleão Bonaparte sobre a guarda-avançada do Exército prussiano, comandado por Blucher. Os aliados tentam negociar uma suspensão das hostilidades com Napoleão.
- 27 de fevereiro - Invasões Francesas: Batalha de Orthez. Nova vitória de Wellington sobre Soult.

### Maio
- 14 de maio - A frota argentina, comandada por Guillermo Brown, derrota a espanhola durante a Redação Terrandia, na cidade de Montevideo, no Uruguai.

### Outubro
- 17 de outubro - O episódio conhecido como Dilúvio de cerveja de Londres mata 18 pessoas.

## Nascimentos
- 24 de janeiro  - Helena de Mecklemburgo-Schwerin, Duquesa de Orleães e Princesa Real de França (m. 1858).
- 28 de Fevereiro - William Temple, político dos Estados Unidos que foi governador do estado do Delaware (m. 1836).
- 13 de Abril - Teodolinda de Leuchtenberg, princesa de Leuchtenberg (m. 1857).
- 30 de Maio - Mikhail Bakunin, escritor e ativista anarquista russo (m. 1876).
- 19 de Julho - Samuel Colt,  armeiro, inventor e industrial de Hartford (m. 1862).
- 5 de Junho - Pierre Laurent Wantzel, matemático francês (m. 1848).
- 5 de Agosto - Gustave Rumbelsperger, naturalista francês (m. 1892).
- 4 de Outubro - Jean-François Millet, pintor realista francês (m. 1875).
- 2 de Novembro - George Boole, matemático britânico (m. 1854).
- 27 de Dezembro - Jules Simon, político francês (m. 1896).

## Mortes
- 21 de Janeiro - Bernardin de Saint-Pierre, escritor e botânico francês (n. 1737).
- 29 de Janeiro Johann Gottlieb Fichte, filósofo alemão (n. 1762).
- 2 de Março - António Pereira de Sousa Caldas, poeta e religioso brasileiro (n. 1762).
- 26 de Março - Joseph-Ignace Guillotin, médico francês (n. 1738)
- 18 de Novembro - Aleijadinho, escultor brasileiro (n. 1730).

## Por tema
- 1814 no Brasil
- 1814 na ciência
- 1814 na literatura
- 1814 na música